# جوليان أوتروبون
جوليان أوتروبون (16 يونيو 1983 في فرنسا - ) (بالفرنسية: Julien Outrebon)‏ هو لاعب كرة قدم فرنسي في مركز الدفاع. لعب مع نادي أميين ونادي إنتينت ونادي تروا ونادي تشيربورغ ونادي ستراسبورغ ونادي فريجوس ونادي كريتيل ونادي لوزيناك.

## وصلات خارجية
- جوليان أوتروبون على موقع قاعدة بيانات كرة القدم.إي يو (الإنجليزية)